# Gallebo (naturreservat)
Gallebo är ett naturreservat i Ydre kommun i Östergötlands län.
Området är naturskyddat sedan 2012 och är 233 hektar stort. Reservatet består av höjder söder om gården Gallebo. Reservatet består av barrnaturskogar med inslag av lövträd, ädellövskog, lövängsrester och lövsumpskog. 